# セダーテ・ゴメス・サ
セダーテ・ゴメス・サ（Cedate Gomes Sa、1993年8月7日 - ）は、トップ14リヨンOUに所属するラグビー選手。

## プロフィール
- ギニアビサウ・カンシュンゴ出身。
- ポジションはプロップ(PR)。
- 身長 185cm、体重 113kg
- フランス代表キャップは9（2021年1月現在）でワールドカップ2019のフランス代表に選ばれた[1]。

## 略歴
2015年、ラシン92に加入。 
2024年、リヨンOUに加入。 